# Frankenstein's Army
Pour plus de détails, voir Fiche technique et Distribution.
Frankenstein's Army est un film américano-néerlando-tchèque réalisé par Richard Raaphorst, sorti directement en vidéo en 2013.

## Synopsis
Allemagne, 1945. La fin de la Guerre est proche... Partis en reconnaissance, des soldats russes découvrent un laboratoire secret nazi. A l'intérieur, un savant fou dénommé Viktor Frankenstein est parvenu à créer une armée invincible de soldats morts-vivants qui menace de déferler sur le monde. Dans ce repaire de l'horreur, le dernier stratagème d'Hitler doit être empêché...

## Fiche technique
- Titre : Frankenstein's Army
- Réalisation : Richard Raaphorst
- Scénario : Chris W. Mitchell, Richard Raaphorst
- Pays d'origine :  États-Unis,  Pays-Bas,  République tchèque
- Lieu de tournage : Prague,  République tchèque
- Société de production : Dark Sky Films
- Société de distribution : MPI Media Group
- Dates de sorties :
  - États-Unis : 23 juillet 2013
  - République tchèque : 29 juin 2013 (festival)
  - France : 3 décembre 2013 (vidéo)

## Distribution
- Karel Roden : Victor Frankenstein
- Joshua Sasse  : Sergei
- Robert Gwilym : Novikov
- Alexander Mercury : Dimitri
- Luke Newberry : Sacha
- Hon Ping Tang : Ivan
- Andrei Zayats : Vassili
- Mark Stevenson : Alexi
- Cristina Catalina : Eva
- Jan de Lukowicz : Fritz
- Zdenek Barinka : Hans
- Linda Balabanova : The Speaking Nun
- Valentine Berning : Burned Match Man
- Klaus Lucas : Dieter
- Tereza Slavickova : Naked Nun
- Ivana Lokajová : Peasent

## Distinctions

### Nominations et sélections
- Festival du film de Sydney 2013 : sélection « Freak Me Out »
- Festival du film de Tribeca 2013